# Clastoptera aequinoctalis
Clastoptera aequinoctalis is een halfvleugelig insect uit de familie Clastopteridae. De wetenschappelijke naam van deze soort is voor het eerst geldig gepubliceerd in 1938 door Victor Lallemand.